# Новые Дачи
Новые Дачи — деревня в Солецком районе Новгородской области.

## География
Находится в западной части Новгородской области на расстоянии приблизительно 11 км на юго-запад по прямой от железнодорожного вокзала станции Сольцы.

## История
Была отмечена на карте 1942 года. До 2020 года входила в состав Дубровского сельского поселения до его упразднения.

## Население
Численность населения: 8 человек (русские 100 %) в 2002 году, 5 в 2010.